# Pineapple Army
Pineapple Army (яп. パイナップルARMY, Painappuru Āmī, укр. Ананасова Армія) — японська серія манґи, написана Кадзуєю Кудо та проілюстрована Наокі Урасавою. Серіал виходив у журналі Big Comic Original видавництва Shogakukan з 1985 до 1988 рік, а окремі розділи були зібрані у вісім томів танкобонів.

## Сюжет
Головний герой — американець японського походження Джед Ґоші (яп. ジェド・豪士), колишній морський піхотинець США, який брав участь у війні у В'єтнамі. Залишивши морську піхоту, він воював в усьому світі як найманець, і пішов у відставку у 1979 році. Зараз живе у Нью-Йорку. Він заробляє на життя, тренуючи інших у боях. Ґоші не дискримінує тих, кого навчає, чи то бенгальських міліціонерів, службовців чи чотирьох маленьких дівчаток.

## Виробництво
«Ананасова армія» написана Кадзуєю Кудо та проілюстрована Наокі Урасавою. Такаші Нагасакі придумав передумову манги, але Урасава спробував додати гумору, оскільки вважав історію «важкою». Спочатку події відбуваються у Нью-Йорку, але оскільки редактор вважав, що основна аудиторія журналу — це чоловіки, у певний момент місце дії змінюється на Європу.

## Публікація
Написана Кадзуєю Кудо та проілюстрована Наокі Урасавою, «Ананасова армія» видавалася в журналі Big Comic Original з 1985 до 1988 рік. Це перша велика робота Урасави, паралельно з якою він працював над Yawara!. Окремі розділи зібрали у вісім томів-танкобонів між 29 березня 1986 року та 30 липня 1988 року. Шеститомне бункобон-видання виходило з 17 листопада 1995 року до 16 березня 1996 року.
У 1988 році Viz Media почали видавати «Ананасову армію» англійською мовою у форматі коміксів. Вони мали нову обкладинку, намальовану невідомим художником у кардинально іншому стилі. Але продажі стали провальними, тому тираж скасували після виходу десяти видань. Хоча один графічний роман, у якому вони зібрані, також опублікували з післямовою Джеймса Д. Гадналлом.

### Список томів
| № | Дата виходу     | ISBN               |
| - | --------------- | ------------------ |
| 1 | 29 березня 1986 | ISBN 4-09-181081-0 |
| 2 | 30 квітня 1986  | ISBN 4-09-181082-9 |
| 3 | 30 жовтня 1986  | ISBN 4-09-181083-7 |
| 4 | 28 лютого 1987  | ISBN 4-09-181084-5 |
| 5 | 30 травня 1987  | ISBN 4-09-181085-3 |
| 6 | 30 вересня 1987 | ISBN 4-09-181086-1 |
| 7 | 30 травня 1988  | ISBN 4-09-181087-X |
| 8 | 30 липня 1988   | ISBN 4-09-181088-8 |

## Сприйняття
Критик манги Джейсон Томпсон заявив, що «Ананасова армія» мала скромний успіх в Японії, але зазнала невдачі в Америці. Він припустив, що рішення Viz замовити нові обкладинки невідомого художника, намальовані у «стилі Дейва Маккіна», могло ввести в оману, коли читач відкрив їх і побачив маленьких дівчаток, які кидали ручні гранати. У 2012 році Томпсон сказав, що «Ананасова армія» — його найменш улюблена робота Урасави, яка доступна англійською мовою. Попри те, що рисовка є якісною, він відчував, що митець ще не розробив власного стилю і занадто сильно відчувається вплив Кацухіро Отомо. Томпсон значною мірою порівнював його з Golgo 13 (для якої Кудо раніше писав) з її самодостатніми історіями про найманців, але заявив, що розділи набагато коротші і тому здаються надто швидкими.